# Радостув-Перший
Радостув-Перший (пол. Radostów Pierwszy) — село в Польщі, у гміні Частари Верушовського повіту Лодзинського воєводства.
Населення — 566 осіб (2011).
У 1975-1998 роках село належало до Каліського воєводства.

## Демографія
Демографічна структура станом на 31 березня 2011 року:
|          | Загалом | Допрацездатний вік | Працездатний вік | Постпрацездатний вік |
| -------- | ------- | ------------------ | ---------------- | -------------------- |
| Чоловіки | 284     | 66                 | 188              | 30                   |
| Жінки    | 282     | 53                 | 154              | 75                   |
| Разом    | 566     | 119                | 342              | 105                  |